# Сук-Ахрас (вилайет)
Сук-Ахра́с (араб. ولاية سوق أهراس‎) — вилайет в северо-восточной части Алжира.
Административный центр вилайета — город Сук-Ахрас (Тагаста).

## Географическое положение
Вилайет Сук-Ахрас расположен на восточной границе Алжира с Тунисом. Находится в природном регионе Орес. Север вилайета занимают горы Орес, на юге — сельскохозяйственные угодья, центральная часть находится в низине.
Сук-Ахрас граничит с вилайетами Эль-Тарф на севере, Тебесса и Умм-эль-Буаги на юге, Гельма на западе.

## Административное деление
Вилайет разделен на 10 округов и 26 коммун.

### Округа
1. Бир-Бу-Хауш (Bir Bou Haouch)
2. Хеддада (Heddada)
3. М’Дауруш (M’Daourouch)
4. Мешроха (Mechroha)
5. Мерахна (Merahna)
6. Улед-Дрисс (Ouled Driss)
7. Ум-эль-Адайм (Oum El Adhaïm)
8. Седрата (Sedrata)
9. Сук-Ахрас (Souk Ahras)
10. Таура (Taoura)

## Экономика и промышленность
Основной сектор экономики занимают сельское хозяйство и животноводство.